# Roekebosch
Roekebosch is een gehucht in de Nederlandse gemeente Steenwijkerland (provincie Overijssel). Het gehucht telt ongeveer 20 inwoners.
Roekebosch ligt tussen Giethoorn, Wanneperveen en Nijeveen.